# Порт-Остін (Мічиган)
Порт-Остін (англ. Port Austin) — селище (англ. village) в США, в окрузі Гурон штату Мічиган. Населення — 622 особи (2020).

## Географія
Порт-Остін розташований за координатами 44°2′33″ пн. ш. 82°59′42″ зх. д. / 44.04250° пн. ш. 82.99500° зх. д. (44.042552, -82.995086).  За даними Бюро перепису населення США в 2010 році селище мало площу 2,70 км², з яких 2,66 км² — суходіл та 0,03 км² — водойми.

## Демографія
Згідно з переписом 2010 року, у селищі мешкали 664 особи в 338 домогосподарствах у складі 168 родин. Густота населення становила 246 осіб/км².  Було 724 помешкання (268/км²).
Расовий склад населення:
| - 96,1 % — білих - 1,1 % — азіатів - 0,6 % — вихідців з тихоокеанських островів - 0,2 % — корінних американців - 0,2 % — чорних або афроамериканців |

До двох чи більше рас належало 1,5 %. Частка іспаномовних становила 1,7 % від усіх жителів.
За віковим діапазоном населення розподілялося таким чином: 14,6 % — особи молодші 18 років, 55,1 % — особи у віці 18—64 років, 30,3 % — особи у віці 65 років та старші. Медіана віку мешканця становила 55,4 року. На 100 осіб жіночої статі у селищі припадало 98,8 чоловіків;  на 100 жінок у віці від 18 років та старших — 94,8 чоловіків також старших 18 років.
Середній дохід на одне домашнє господарство  становив 40 744 долари США (медіана — 30 966), а середній дохід на одну сім'ю — 51 387 доларів (медіана — 39 167). Медіана доходів становила 43 750 доларів для чоловіків та 30 536 доларів для жінок. За межею бідності перебувало 30,3 % осіб, у тому числі 59,5 % дітей у віці до 18 років та 11,9 % осіб у віці 65 років та старших.
Цивільне працевлаштоване населення становило 213 особи. Основні галузі зайнятості: освіта, охорона здоров'я та соціальна допомога — 20,2 %, виробництво — 12,2 %, роздрібна торгівля — 10,8 %, мистецтво, розваги та відпочинок — 10,3 %.